# Gaz Coombes
Pour les articles homonymes, voir Coombes.
Gaz Coombes est un chanteur anglais né le 8 mars 1976 à Haywards Heath. Il est le leader, chanteur et guitariste des groupes de rock alternatif Supergrass et The Hotrats. Il mène également une carrière solo.

## Biographie
Gaz Coombes débute en fondant le groupe The Jennifers à l'âge de 14 ans avec ses amis Danny, Nic Goffey et Andy Davies. 
Le groupe sort les singles Inside of Me, Tightrop et Just Go Back Today. 
En 1992, le groupe se sépare. 
Gaz Coombes forme alors Supergrass qui devient très populaire au Royaume-Uni notamment avec le tube Alright.
Après la séparation de Supergrass, Gaz Coombes crée le groupe The Hotrats. 
En 2012, il se lance dans une carrière solo.
En 2020, le groupe Supergrass se reforme.

## Discographie

### Albums studio
- 2012 : Here Come the Bombs
- 2015 : Matador
- 2018 : World’s Strongest Man
- 2023 : Turn the Car Around